# 쇼킹 패밀리
"쇼킹 패밀리"(Shocking Family)는 한국에서 제작된 경순 감독의 2006년 다큐멘터리, 드라마 영화이다. 경순 등이 주연으로 출연하였다.

## 출연

### 주연
- 경순
- 경은
- 수림
- 빈센트
- 조세영

## 기타
- 조연출: 자경